# 律管

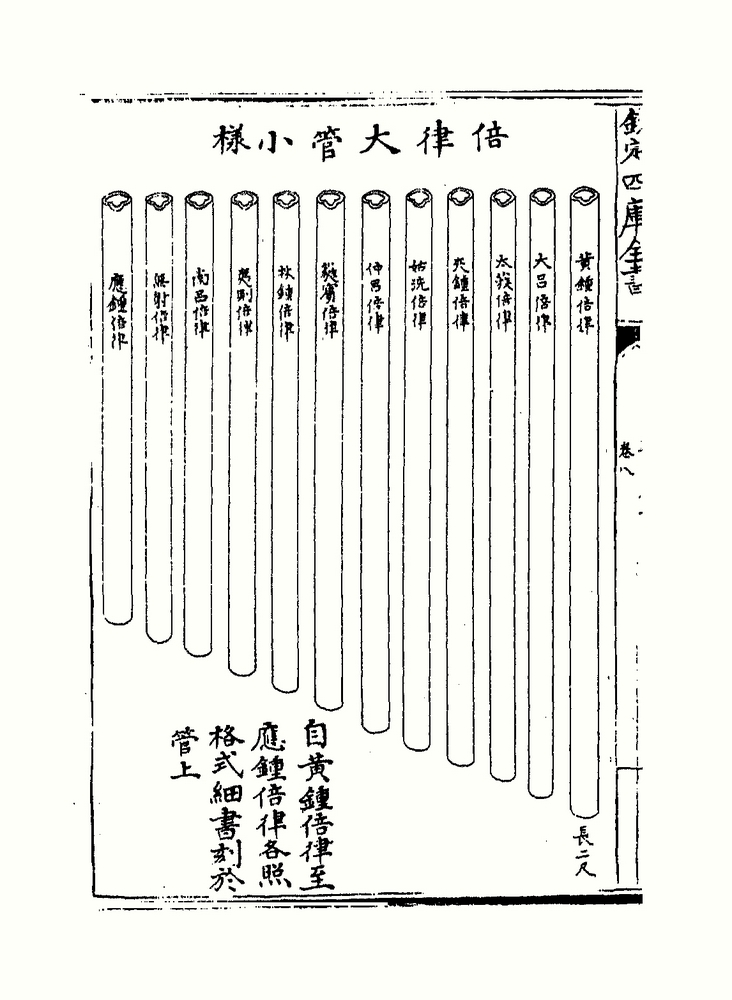
十二平均律倍律管

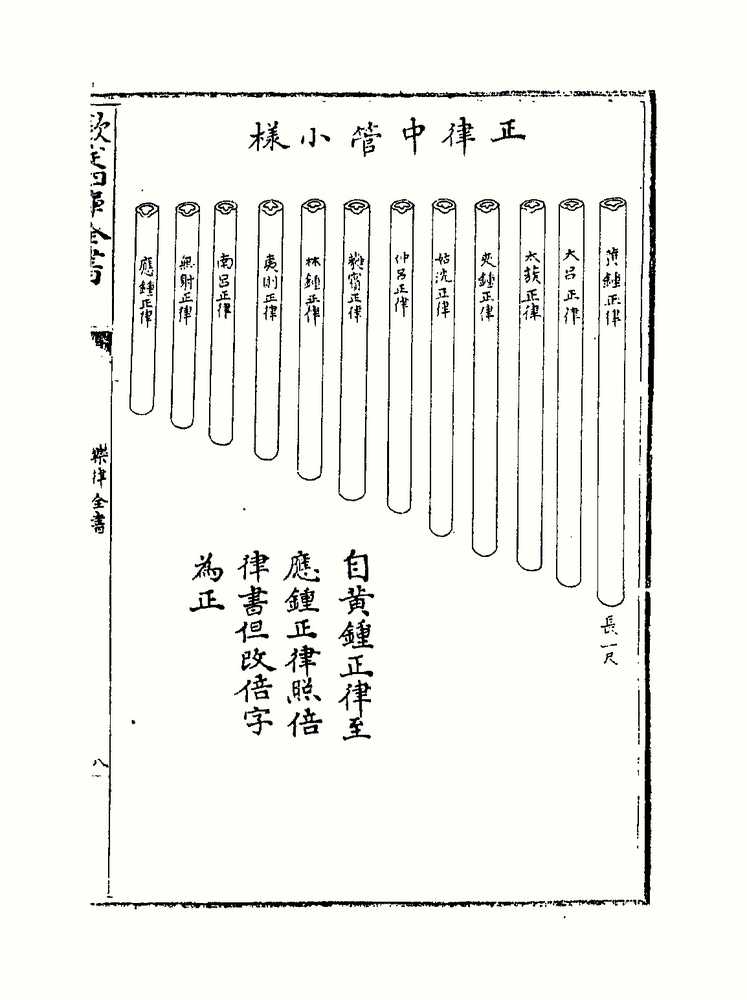
十二平均律正律管

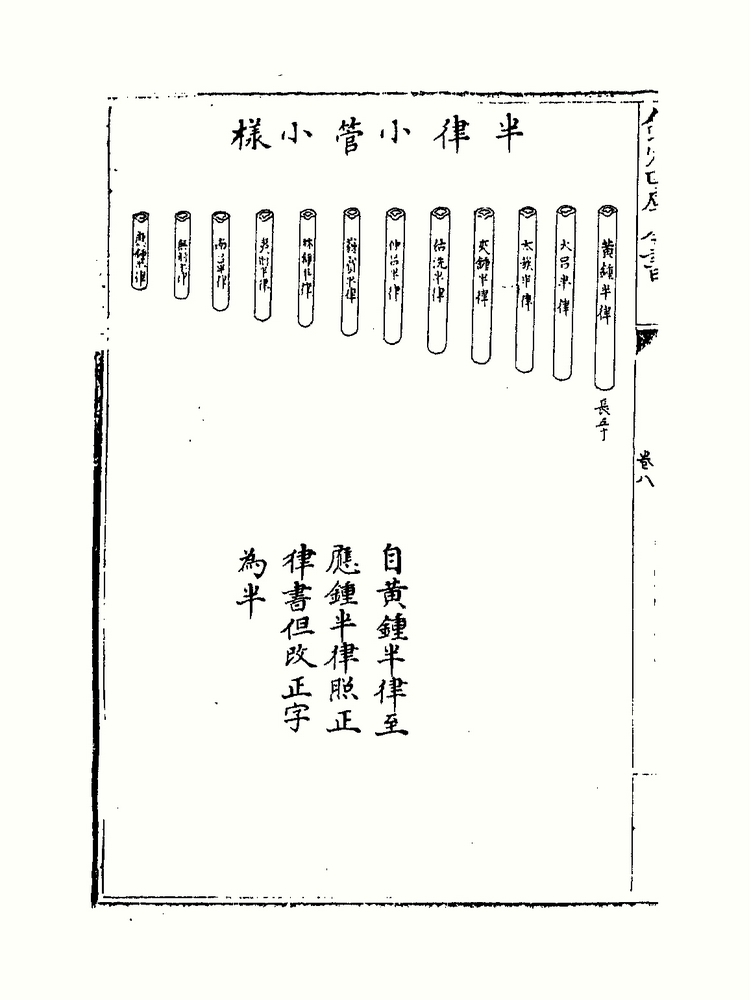
十二平均律半律管

律管（りっかん）は、日本、中国で用いられた、調律のための12本で1組の管。
タケ製が多い。中国古代、黄帝のときに発明されたとされる。黄帝は、伶倫に命じて崑崙の谷から一様の太さの竹管を切らせ、その長さを測って十二律を決めた。これが律管の起源であるとされる。
周のころ、律管の算法が確立したとされる。律管の制では、太さの一定した真っ直ぐなタケの管で、節はなく、両端は開いており、下端を手指でふさぎ、上端を口で吹き鳴らし、発せられる音で、音律の標準の音の高さとする。
管の長さの最古の記録は『呂氏春秋』5巻古樂に「其長三寸九分而吹之 以為黃鐘之宮」とあり、黄鐘の管長が3寸9分と定められている。ついで『淮南子』天文訓に、「黃鐘之律九寸」と黄鐘の管長は9寸とあり、蔡邕の『月令章句』に、管長9寸、孔径3分、囲9分と定められ、以後、黄鐘の管長9寸、囲9分が採用された。この黄鐘律管の長さから三分損益法によって十二律の律管長を算出する。それぞれの長さは以下の通りである。
- 黄鐘 - 9寸
- 大呂 - 8寸4分2厘7毛余
- 太簇 - 8寸
- 夾鐘 - 7寸4分9厘1毛余
- 姑洗 - 7寸1分1厘1毛余
- 仲呂 - 6寸6分5厘9毛余
- 蕤賓 - 6寸3分2厘0毛余
- 林鐘 - 6寸
- 夷則 - 5寸6分1厘8毛余
- 南呂 - 5寸3分3厘3毛余
- 無射 - 4寸9分9厘4毛余
- 応鐘 - 4寸7分4厘0毛余
- 清黄鐘 - 4寸5分

しかし、実際は三分損益法は絃長に当て嵌るものであるため、管長は管の太さの影響があり、管口補正を施す必要があり、漢の京房はこれを算入して実際の律管の長さを定めた。
それぞれの長さは以下の通りである。
- 黄鐘 - 9寸
- 大呂 - 8寸3分5厘1毛余
- 太簇 - 7寸8分6厘6毛余
- 夾鐘 - 7寸2分9厘4毛余
- 姑洗 - 6寸8分5厘9毛余
- 仲呂 - 6寸3分5厘0毛余
- 蕤賓 - 5寸9分6厘3毛余
- 林鐘 - 5寸6分
- 夷則 - 5寸1分7厘1毛余
- 南呂 - 4寸8分4厘4毛余
- 無射 - 4寸4分6厘3毛余
- 応鐘 - 4寸1分7厘2毛余
- 清黄鐘 - 3寸9分

これらの律管長は古代中国の尺によるので、これを現尺にあらためるため、南宋の蔡元定は『律呂新書』において古代尺度の研究を発表した。それにもとづいて江戸時代日本の藤元成が元禄8年に制した律管によれば、現尺による十二律管長は、以下の通り。
- 黄鐘 - 7寸
- 大呂 - 6寸5分8厘
- 太簇 - 6寸2分1厘
- 夾鐘 - 5寸8分2厘
- 姑洗 - 5寸5分2厘
- 仲呂 - 5寸1分7厘
- 蕤賓 - 4寸9分5厘
- 林鐘 - 4寸6分7厘
- 夷則 - 4寸3分9厘
- 南呂 - 4寸1分4厘
- 無射 - 3寸8分8厘
- 応鐘 - 3寸6分2厘

日本の雅楽十二律は中国伝来のものであるが、伝来時の尺度が古代尺とことなるから、日本の音律は中国のものと一致しない。御物である菅原道真作の十二律管はその高さが現行の雅楽十二律ときわめてよく一致するが、その管長と管の内径を田辺尚雄が測定した結果はつぎのとおり。
- 壱越 - 4寸6分　3分
- 断金 - 4寸4分　2分4厘
- 平調 - 4寸1分5厘　3分
- 勝絶 - 3寸9分　2分3厘
- 下無 - 3寸7分　2分2厘
- 双調 - 3寸5分　2分8厘
- 鳧鐘 - 3寸3分　2分6厘
- 黄鐘 - 2寸9分5厘　2分3厘
- 鸞鏡 - 2寸8分2厘5毛　2分4厘
- 盤渉 - 2寸7分2厘5毛　2分5厘
- 神仙 - 2寸5分5厘　2分3厘
- 上無 - 2寸4分　2分5厘

後に、律管はほとんど用いられないようになり、調子笛などがそれに取って代わった。